# Ржечицкий, Йиржи
Йиржи Ржечицкий (чеш. Jiří Řečický; умер 21 июня 1621, Прага, Чешское королевство) — пражский мещанин, член городского совета Нове-Места. Примкнул к антигабсбургскому восстанию 1618 года, после поражения был приговорён к смерти за измену, оскорбление величества и подстрекательство народа к мятежу и был казнён на Староместской площади вместе с 26 своими товарищами. Поскольку очерёдность зависела от социального положения осуждённых (сначала паны, потом рыцари, потом мещане), Ржечицкого обезглавили одним из последних, 25-м.
Имя Йиржи Ржечицкого выбито на мемориальной доске, которую установили на стене Староместской ратуши. О казни его и товарищей напоминают кресты на брусчатке на Староместской площади.